# Ойо (Република Конго)
Вижте пояснителната страница за други значения на Ойо.
Ойо (на френски: Oyo) е град в департамент Кювет в централната част на Република Конго. Населението му е около 14 300 души (2007).
Разположен е на левия бряг на река Алима, на 85 km над нейното вливане в Конго и на 350 km северно от столицата Бразавил. С нея го свързва асфалтиран път, продължаващ на север към град Овандо.
| Портал | Портал „Африка“ съдържа още много статии, свързани с Африка. Можете да се включите към Уикипроект „Африка“. |